# Escudo de San Martín del Rey Aurelio

El escudo del concejo asturiano de San Martín del Rey Aurelio es cuarteado en cruz. Es muy similar al de Langreo, concejo al que perteneció hasta el siglo XIX, compartiendo 3 de sus cuatro cuarteles.
- En el primer cuartel vemos, sobre campo de azur, la Cruz de los Ángeles, como signo de dependencia de la mitra durante siglos.

- El segundo cuartel, representa, en campo de sinople a diez celadas de plata que simbolizan a los Infanzones de Langreo.

- En el tercer cuartel, en gules tenemos a la diestra una cripta fúnebre de plata y una corona real de oro en honor del Rey Aurelio del que toma nombre el concejo.

- En el cuarto cuartel, observamos sobre un campo de azur, una rueda dentada sobre un pico y una pala de oro que simbolizan el trabajo, actividad que está muy unida a la vida del concejo, sobre todo la minería.

Como muchos de los escudos de la región este carece de sanción legal, copiándolo del propuesto por Octavio Bellmunt y Fermín Canella para ilustrar su obra "Asturias", y en la cual para elaborar dichos emblemas, se basaban en las cosas más significativas de cada concejo.
- Datos: Q5838267